# 東華三院姚達之紀念小學（元朗）
東華三院姚達之紀念小學（元朗）（英語：T.W.G.Hs Yiu Dak Chi Memorial Primary School (Yuen Long)）是一所位於香港新界天水圍的小學，是東華三院轄下受政府資助的小學，早於1897年創校，自1992年起為天水圍的學童提供小學教育。

## 歷史
此校創立於1897年，原位於九龍天后廟內，當時只錄取清貧學生，並且須經抽籤方可入讀。於二戰期間，此校一度停課，直至1945年重光後才恢復運作，並改為半日制小學，及後更曾一度增設夜校。
1953年，因原有校舍空間不足，東華三院決定將此校遷至旺角山東街，而第二代校舍於1955年2月建成，更名為「九龍第一小學」。
1977年，時任東華三院總理姚中立先生為紀念父親姚達之先生，董事局決議將小學命名為東華三院姚達之紀念小學。
1992年，由於九龍市區的學額暴跌，加上配合天水圍新市鎮發展，此校第二次遷至新界元朗天水圍之靈活式校舍，校名更改為「東華三院姚達之紀念小學（元朗）」，新校舍於1995年開幕，為新市鎮的兒童提供小學教育服務。1999年學年起，上午校在現存校舍實行全日制，下午校則分拆成為東華三院李東海小學，並遷往天華邨側校舍辦學。

## 歷任校長

### 舊校舍（上、下午校）
- 李良佐 先生[7]（？-1991年）
- 莫漢東 先生（1991年-1992年，遷校後繼續出任校長）[8]

### 新校舍上午校
- 莫漢東 先生（1992年-1999年，轉全日制後留任）

### 新校舍下午校
- 梁國源 先生（1993年-1995年；由同系羅裕積小學下午校調任）[9]
- 李漢光 先生（1995年-1999年，後隨下午校分拆）[10]

### 新校舍全日制
- 莫漢東 先生（1999年-2004年，全日制首任校長）
- 黃覺潮 先生（2004年[11]-2011年；曾任同系譚兆小學校長）
- 羅倩兒 女士（2011年[12]-？）[13]
- 黎家裕 先生
- 羅志民 先生（現任校長）

## 軼事及事件
- 1905年，此校發生私賣學位事件，有部分家長在入學抽籤後，將其中籤子女的小一學位轉售圖利，被時任東華三院董事局揭發。翌年，下一任董事局決定修改入學抽籤制度，要求中籤學生拍照存檔，以杜絕同類事件[3]。

## 著名/傑出校友
東華三院九龍第一小學舊生
- 周兆祥（1960年小六上午校）：香港環保人士、環保組織綠色力量創辦人之一[14]
- 范錦平（1957年小六下午校）：前香港基本法推介聯席會議副主席、前林大輝中學校長[15]
- 盧國沾（1962年小六上午校）：香港填詞人[16]

東華三院姚達之紀念小學舊生
- 羅倩兒：東華三院馬錦燦紀念小學及前東華三院姚達之紀念小學（元朗）校長
- 崔錦棠：香港男藝人、前香港三項鐵人代表隊成員及教練（小一至小五）

東華三院姚達之紀念小學（元朗）舊生
- 袁苡晴：語文學習及應試參考書作者、前遵理學校中文科補習導師

## 外部連結
- 官方網頁（页面存档备份，存于）